# Ableton Live
Ableton Live是由德國公司Ableton開發的数字音频工作站软件，它是專為現場演出和DJ混音而設計的軟體，使用者介面分為Arrangement和Session兩種，可以讓音樂創作者在現場演出時進行編曲和即興創作。Ableton Live共分為三種版本，分別為Intro、Standard及Suite。

## 歷史

Ableton Live 9 Suite

1990年代中期，格哈德·贝勒斯（Gerhard Behles）與罗伯特·亨克（Robert Henke）在柏林工业大学相識後成立電子音樂團體Monolake，兩人在學習程式設計時，使用音樂程式語言Max開發了Ableton Live的原型，將其作為Monolake在現場演出的一個工具。1990年代末期，程式設計師贝恩德·罗根多夫（Bernd Roggendorf）加入音樂程式的開發團隊後，Ableton Live的原型被重新在C++中編寫成一套商業軟體，Ableton Live的第一個版本於2001年發布。截至2023年2月，Ableton Live已推出到11.2.10版。

## 功能
Ableton Live具有對拍和交叉淡化的功能，適合DJ進行混音創作，它的介面比實際的sequencers更加小巧及清晰，以便在一個螢幕中使用。更完美的是它不會彈出訊息框及對話框。有部份的介面是可隨著鼠標的控制作出彈性隱藏及顯示 {如：隱藏樂器／效果器列表或顯示／隱藏幫助框）。另外，因為Live's是設計來用在表演用途，所以所有它的音效處理都是實時的，與其他普通需要預先演算的sequencers及sample編輯器不同。

## 外部連結
- （英文）Ableton官方网站（页面存档备份，存于）
- Unofficial Ableton Live DJ Forum & Ableton User's Website
- Unofficial Ableton Live Wiki
- Ableton 艺术品（页面存档备份，存于）